# Association des banques et banquiers, Luxembourg
 (décembre 2023).
L'Association des Banques et des Banquiers, Luxembourg (ABBL) constitue la plus large association professionnelle du secteur financier. Fondée le 5 juin 1939, elle représente la majorité des banques et autres intermédiaires financiers établis au Luxembourg. Son but est de défendre et de promouvoir les intérêts professionnels de ses membres. À ce titre, elle se fait le porte-parole de l'ensemble du secteur dans diverses matières auprès d'organisations tant nationales qu'internationales.

## Histoire
Sa fondation remonte au 5 juin 1939, où "dix banques luxembourgeoises signent les statuts de l’ "Association des banquiers luxembourgeois", dont l'objectif est " la protection, la promotion des intérêts professionnels et l'examen de toutes les questions intéressant ses membres".

### La Seconde Guerre mondiale et l'après-guerre
La période de la Seconde Guerre mondiale a marqué une suspension temporaire des activités de l'ABBL, qui a repris ses opérations en décembre 1945. Durant cette phase de reconstruction, l'association s'est concentrée sur les enjeux liés aux dépossessions, au gel et aux confiscations des avoirs survenus pendant et après le conflit. L'année 1947 a constitué un tournant crucial pour l'ABBL, qui a initié ses premiers cours de formation pour le personnel bancaire, en collaboration avec la Chambre de Commerce. Cet engagement précoce en faveur de la formation et du développement professionnel a jeté les bases de l'implication continue de l'ABBL dans ce domaine.

### Des années 1950 aux années 1990
Les années 1950 ont vu l'ABBL consolider son statut en tant que porte-parole officiel du secteur bancaire, établissant des liens étroits avec des organisations similaires au sein de la CEE. Ces relations ont abouti à la création de la Fédération Bancaire Européenne (FBE) en juin 1960, renforçant la position de l'ABBL en tant qu'acteur clé dans les discussions européennes sur le secteur bancaire. En octobre 1968, l'ABBL a négocié sa première convention collective de travail avec la Fédération des employés privés (FEP), obtenant ainsi le statut officiel d'organisation d'employeurs.
Les années 1970 et 1980 ont été marquées par un renforcement de la présence internationale de l'ABBL et son investissement continu envers le développement professionnel. En 1988, l'ABBL publie le premier code de déontologie bancaire, soulignant l'engagement de l'association envers l'intégrité dans le secteur financier.

### Les années 1990
Les années 1990 ont été particulièrement cruciales pour l'ABBL, qui a joué un rôle central dans l'élaboration de la Loi du 5 avril 1993 relative au secteur financier, transposant en droit interne la première directive bancaire de la CE. Cette décennie a également vu la création d'institutions clés pour le développement de la place financière luxembourgeoise, notamment l'Institut de formation bancaire (IFBL) en 1990, l'Académie bancaire en 1992, l'Association pour la santé et la sécurité au travail dans le secteur financier (ASTF) en 1994, et l'Agence de transfert de technologie financière (ATTF) en 1999, en collaboration avec le gouvernement luxembourgeois.

### Les années 2000 et au-delà
Depuis les années 2000, l'ABBL s'est engagée activement dans la promotion de la place financière luxembourgeoise en introduisant des initiatives comme PROFIL, l'a Fédération des professionnels du secteur financier au Luxembourg, en collaboration avec d'autres représentants du secteur. En janvier 2003, la Luxembourg School of Finance (LSF) a été lancée, proposant un programme de "Master of Science in Banking and Finance". L'ABBL a également modernisé sa structure pour répondre aux évolutions réglementaires avec le lancement du pôle de banque privée et du pôle de détail 2008.
Depuis, d'autres clusters ont émergé, couvrant diverses activités, dont la banque dépositaire, la banque d'entreprise, et récemment, un cluster de paiement représentant les établissements de paiement au Luxembourg.

## Fondation ABBL pour l’éducation financière
Fondée en 2016, la fondation a pour objectif de soutenir et de promouvoir les initiatives d'éducation financière et de formation. Les objectifs de la Fondation sont de quatre ordres:
- Soutenir et promouvoir l'éducation financière au Luxembourg et à l'étranger[15];
- Renforcer la formation professionnelle dans les domaines de la finance professionnelle[15];
- Soutenir l'enseignement académique via l'Université du Luxembourg[15]; et
- Encourager la recherche par le biais de projets de financement[15].